# Podzamcze (województwo mazowieckie)
Podzamcze – osada sołecka w Polsce położona w województwie mazowieckim, w powiecie garwolińskim, w gminie Maciejowice.
Wierni Kościoła rzymskokatolickiego należą do parafii Wniebowzięcia Najświętszej Maryi Panny w Maciejowicach.
W latach 1975–1998 miejscowość położona była w województwie siedleckim.
Przez miejscowość przepływa Okrzejka, dopływ Wisły. W Podzamczu znajduje się zabytkowy pałac – siedziba Zamoyskich, powstały w miejscu szesnastowiecznego zamku. W pobliżu znajdują się ruiny neogotyckiej baszty z 1. połowy XIX wieku i stajni. Pałac w Podzamczu był miejscem narodzin pretendenta do tronu Królestwa Obojga Sycylii, Ferdynanda Marii Sycylijskiego z dynastii Burbonów, w 1926 r. We wsi znajduje się także zabytkowy młyn wodny. 
W miejscowości działało Państwowe Gospodarstwo Rolne – w 1993 jako Gospodarstwo Ogrodnicze Skarbu Państwa Podzamcze. W 1994 po przekształceniu jako Hodowla Zarodowa Zwierząt Podzamcze Sp. z o.o..